# William Whipple

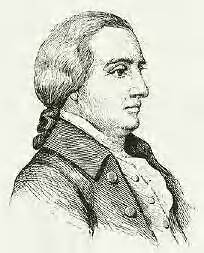
William Whipple, Jr.

William Whipple, Jr. (* 14. Januar 1730 in Kittery, Province of Massachusetts Bay, Königreich Großbritannien; † 28. November 1785 in New Hampshire, USA) war ein Unterzeichner der Unabhängigkeitserklärung der USA und damit einer der Gründerväter der USA.

## Leben
William Whipple ging an eine Allgemeine Schule, bis er zu See ging, bevor er 15 war. Er wurde mit 21 Schiffsmeister. 1759 landete er in Portsmouth (New Hampshire) und wurde zusammen mit seinem Bruder Händler. 1775 wurde er gewählt, um seine Stadt  im Provinzialparlament zu vertreten. 1776 löste New Hampshire die Königliche Verwaltung auf und reorganisierte sich mit einem Repräsentantenhaus und einem Exekutivrat. Whipple wurde Ratsmitglied und Mitglied des Sicherheitskomitees und wurde in den Kontinentalkongress gewählt, in dem er bis 1779 arbeitete. 1777 wurde er Brigadegeneral der Miliz von New Hampshire und nahm an dem erfolgreichen Feldzug gegen John Burgoyne in der Schlacht von Stillwater und der Schlacht von Saratoga teil. Nach dem Amerikanischen Unabhängigkeitskrieg wurde er Unter-Richter am Obersten Gerichtshof von New Hampshire. Er litt an einem Herzleiden und starb auf dem Weg zum Gerichtsort, als er ohnmächtig vom Pferd fiel.